# Batracomorphus adspersus
Batracomorphus adspersus är en insektsart som beskrevs av Heller och Rauno E. Linnavuori 1968. Batracomorphus adspersus ingår i släktet Batracomorphus och familjen dvärgstritar. Inga underarter finns listade i Catalogue of Life.